# Prix Sebastiane
 (décembre 2021).
Pour les articles homonymes, voir Sebastiane.

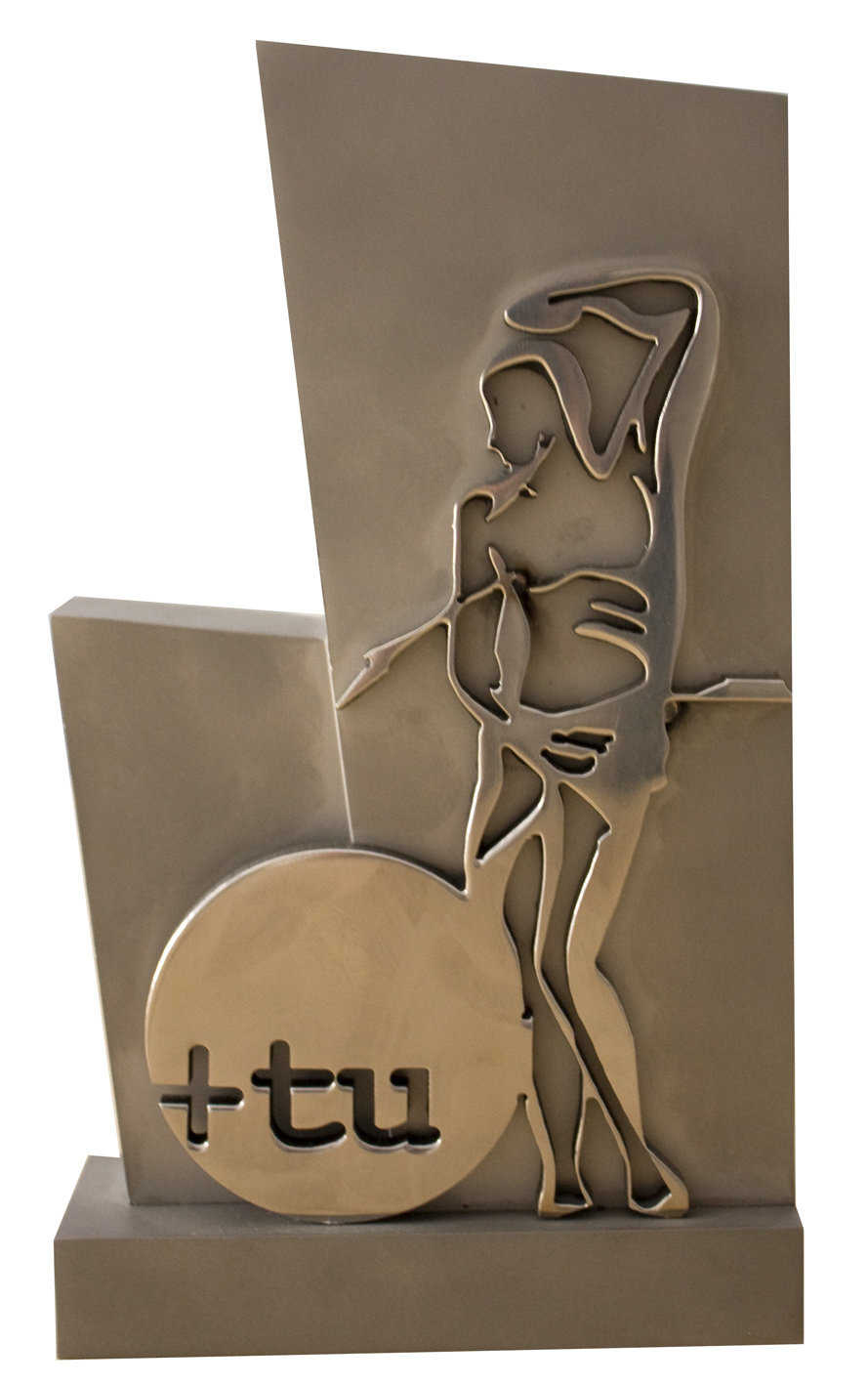
Le trophée du prix Sebastiane.

Le prix Sebastiane (espagnol : Premio Sebastiane ; basque : Sebastiane saria) est un prix décerné au film ou au documentaire projeté lors du Festival de Saint-Sébastien qui reflète au mieux les valeurs et la réalité des lesbiennes, gays, bisexuels et transgenres.
La sélection du film primé a lieu entre toutes les sections qui composent le Festival : compétition officielle, Zabaltegui, Horizontes Latinos, Made in Spain, etc.

## Historique
En 2000 est née l'idée de créer un prix gay-lesbien au sein du Festival de cinéma de Saint-Sébastien (Zinemaldia).
L'idée a été créée sous l'initiative du bureau de Gehitu (l'association des gays, lesbiennes, bisexuels et transgenres du Pays basque). À l'instar du prix Teddy Award, remis à la clôture de chaque Berlinale depuis 1987, ce prix pourrait aider à ce que les films traitant d'homosexualité soient plus largement diffusés dans les salles de cinéma et qu'ils connaissent une meilleure visibilité dans les médias.
Le premier film à recevoir le prix Sebastiane, en 2000, est Krámpack, du réalisateur Cesc Gay, qui présente d’une manière originale, comique et tendre, l’éveil affectif d'un adolescent gay. Lors de cette première année, les membres du jury sont l'écrivain Luis G. Martin, la critique de cinéma Begoña del Teso, Angel Retamar du magazine Zero et les membres de Gehitu, Patricia Garcia et David Montero.
Le nom du prix «Sebastiane» est inspiré du film Sebastiane, le premier film du Britannique Derek Jarman, sorti en 1976. Le réalisateur a fait un traitement introspectif du soldat romain Sébastien, un martyr du christianisme, puis un saint au Moyen Âge et devenu ultérieurement une icône homoérotique.
Saint Sébastien, patron de Saint-Sébastien, est un symbole des racines de la ville hôte du festival, mais en même temps de la culture homosexuelle. Tout cela fait qu’il est l'image parfaite pour représenter le prix Sebastiane.

## Trophée
La statuette du prix représente la silhouette en métal de l'image que l'on associe traditionnellement au martyre de Saint Sébastien : un corps à moitié nu, le dos transpercé de flèches. Derrière cette figure se trouvent deux blocs d'acier inoxydable qui symbolisent les deux cubes du Kursaal, siège du Festival.

## Palmarès
- 2000 : Krámpack de Cesc Gay
- 2001 : Tableau de famille de Ferzan Özpetek
- 2002 : Voler avec une aile d'Asoka Handagama
- 2003 : Le Soleil assassiné d'Abdelkrim Bahloul
- 2004 : Fighting Beauty d'Ekachai Uekrongtham
- 2005 : Malas temporadas de Manuel Martin Cuenca
- 2006 : Estrellas de la Línea de Chema Rodríguez
- 2007 : Caramel de Nadine Labaki
- 2008 : Vicky Cristina Barcelona de Woody Allen
- 2009 : Contracorriente de Javier Fuentes-Leon
- 2010 : 80 Egunean de Jose María Goenaga et Jon Garaño
- 2011 : Albert Nobbs de Rodrigo García
- 2012 : Joven y alocada de Marialy Rivas
- 2013 : Dallas Buyers Club de Jean-Marc Vallée
- 2014 : Une nouvelle amie de François Ozon[1]
- 2015 : Free Love de Peter Sollett[2]
- 2016 : Je danserai si je veux de Maysaloun Hamoud
- 2017 : 120 battements par minute de Robin Campillo
- 2018 : Girl de Lukas Dhont
- 2019 : Monos d' Alejandro Landes
- 2020 : Falling de Viggo Mortensen
- 2021 : The Power of the Dog de Jane Campion
- 2022 : Something You Said Last Night (en) de Luis De Filippis[3].
- 2023 : 20 000 espèces d'abeilles de Estibaliz Urresola Solaguren
- 2024 : Reas (de) de Lola Arias

## Sebastiane Latino
- 2013 : Quebranto de Roberto Fiesco (Mexique)
- 2014 : Praia do Futuro de Karim Aïnouz (Brésil)
- 2015 : Mariposa de Marco Berger (Argentine)
- 2016 : Rara de Pepa San Martín (Chili)
- 2017 : Une femme fantastique, de Sebastián Lelio (Chili).
- 2018 : Les Héritières de Marcelo Martinessi (Paraguay)
- 2019 : Tremblements de Jayro Bustamante (Guatemala)
- 2020 : Las mil y una de Clarisa Navas (es)
- 2021 : Medusa d'Anita Rocha da Silveira (Brésil)
- 2022 : Sublime de Mariano Biasin (es)[4]
- 2023 : Transfariana de Joris Lachaise (France / Colombia)
- 2024 : Baby de Marcelo Caetano (Brésil)